# Stelis nigriflora
Stelis nigriflora là một loài thực vật có hoa trong họ Lan. Loài này được (L.O.Williams) Pridgeon & M.W.Chase mô tả khoa học đầu tiên năm 2001.